# روكافيوني
روكافيوني هيبلدية (كوميون) في مقاطعة كونيو في منطقة بيدمونت الإيطالية، وتقع على بعد حوالي 90 كيلومتر (56 ميل) جنوب تورينو وحوالي 9 كيلومتر (6 ميل) جنوب غرب كونيو.
تقع روكافيوني في وادي فيرمينيا، وتُعرف أيضًا باسم «بوابة جبال الألب».